# Yula ocellata
Yula ocellata là một loài bướm đêm trong họ Noctuidae.